# Atari 7800
Atari 7800（あるいはAtari 7800 ProSystem）は1984年にアタリから、1986年5月にアタリコープから発売された家庭用ゲーム機。

## 概要
Atari 7800 はアタリの失敗作ともいえるAtari 5200にとってかわり、そして任天堂やセガに対して再び優位に立つために設計された。このシステムでアタリは Atari 5200 の欠点の解消に取り組んだ。Atari 7800 にはシンプルなデジタルジョイスティックが付いており、Atari 2600 とほぼ完全な後方互換性を持ち、手ごろな値段（当初の価格は140USドル）で手に入れることができた。

## 歴史

### 市場での苦戦
当時、家庭用ゲーム市場で成功するには、業務用ゲームの移植が重要であるとされてきており、Atari 2600がインテレビジョンといった他社製品に対して優位に立てたのもそのためだった。
Atari 7800開発時、任天堂の議論の的になるやり方のために、アーケードゲームの開発者たちに7800向けに移植してもらうのに苦労したといわれる。
任天堂がゲーム業界を再活性化させた際、ゲームの開発者たちは「任天堂のハード向けソフトを作ってから2年間は、他社の競合するハード向けの移植を行わない」といった、厳しいルールをまもったうえでライセンス契約を任天堂と結ぶことで初めてファミコン用ソフトを作ることができるようになった。
任天堂が市場で成功したことにより、ソフト開発会社はファミコン向けのソフトの制作を優先させ、2年間は他社ハード向けの移植を行わないというルールを守った。その結果として7800やセガ・マスターシステムのソフトのラインナップは大きな損害を被った。
ファミコン用ソフトの中には、別のアーケードゲームの開発元から許諾を得たうえで製造されたところもあった。
ファミコン用ソフトの製造元は他社機種への移植が制限されているが、元のアーケードゲームの開発者は複数の機種への移植が禁止されているわけではなかった。この盲点を利用し、7800版『マリオブラザーズ』、『ダブルドラゴン』、『戦場の狼』、『Rampage』, 『Xenophobe』、『怒』、『スパルタンX』の許諾が取れ、開発に至った。
ソフトウェア会社はファミコン用ソフトを開発する際任天堂と独占的協定をしていたため、Atari 7800用ソフトを開発するサードパーティーの会社は少数派だった。

11のソフトが開発・販売され、Absolute Entertainment, アクティビジョン、 Froggoの3社は自社ブランドとして8つのソフトを発売し、残りはアタリが外注し、アタリのゲームソフトとして売り出された。

### 撤退
Atari 7800はアメリカ合衆国では1984年から1991年まで、ヨーロッパでは1987年から1991年まで発売された。1992年1月1日、アタリ・コープは Atari 7800, the Atari 2600および、8ビットコンピュータのシリーズ、Atari XEGSの製造を終了することを発表した。この時点で、北米における任天堂のファミリーコンピュータのシェアは 80%と独占状態だったのに対し、アタリ・コープのシェアはわずか12%だった 。このように、任天堂のファミコンに売り上げの面で負けていたものの、アタリ・コープはブランド名や2600との後方互換性が大きくはたらいたことでこのゲーム機が売れたと考えており、実際ゲーム開発やマーケティングの費用を低く抑えたおかげで、大きな利益を得た。だが、7800によってアタリがゲーム市場を再び独占することはできなかった。

### 新たなる市場販売
2004年、アタリ（現在はInfogramesが所有）は、初めて復刻版を出した。この復刻版はAtari 7800とそのジョイスティックを模したミニチュアで、ソフトが内蔵されていた（7800用5本、2600用20本）。売り上げは好調だった一方、アタリは開発を担当したレガシー・エンジニアリングに、極端に短い期間での開発を要求したため、同社はAtari 7800のハードウェアを再現するのではなく、NES-On-A-Chipを使って復刻版を作らなければならなかった。その結果、復刻版は実際のアタリのゲーム感覚をうまく再現できていないとして批判された。
レガシー・エンジニアリングは後に別の7800に関する事業を委託されたが、市場販売にはいたらなかった。何百万もあるAtari 2600・7800用ゲームソフトの売れ残りをTramielsから手に入れたある再販業者が、古いアタリのソフトで遊ぶ新しいユーザー向けにシステムをリメイクして市場に売り出そうとした。しかし、プロトタイプができた後、その計画は打ち切りになった。

## ハードウェア

### グラフィック
Atari 7800のグラフィックは、MARIA（この名前はAtari 2600に用いられている映像・音声チップTIAを継承するチップであることを示すために付けられたもので、ティア・マリアとかけている）と呼ばれるカスタムGraphics Processing Unit によって生み出されている。Atari 7800のグラフィックにおける利点と欠点はしばしば論争になる。
MARIAは、ほかの第2、第3世代のゲーム機と違い、ゲームのプログラマーにとって対応の難しいものだった。MARIAは限られた数のスプライトをハードウェアで動かすのではなく、ディスプレイ・リストに書かれた多くのスプライトを動かせるようになっていた。すべてのリストにはグラフィックデータや色彩情報、座標位置を指示する装置の入ったスプライトがあった。同じディスプレイリストには自動的に適応する指示装置の入ったラスターのために使われていた。しかし、多量のスプライトを操作すると、直接間接かかわらずMARIAがCPUを止めるため、スプライトや背景をハードウェアで処理する他機よりも多くのCPUタイムを要してしまった。
MARIAには160もしくは320ピクセル幅に対応したグラフィックモードが有った。320ピクセル幅のモードを使えば理論上はNintendo Entertainment Systemやセガ・マスターシステムに用いられている256ピクセル幅のものより高い解像度のゲームを作ることもできたが、MARIAの処理需要が激しく、一般には低い方の160ピクセルモードが使用された。
Atari 7800やそれに近いAtariのゲーム機は、当時は最も広いとされた256色パレットを使用していた。このうち同時発色できるのは25色までであったが、ハードウェアを特殊な方法で制御することにより、256色が同時にスクリーン上に出ているように見せているデモも存在した。スプライトには4～12色が設定できた。
Atari 7800の世代においてMARIAが採用した、ソフトウェアでグラフィックを処理するという手法には、利点と欠点の両方があった。7800は他の8ビット機で問題となっていたスクリーンのちらつきもなく、静止画上で多数のスプライトを動かすことができた。柔軟な設計により、ディスプレイ・リストの操作で疑似3D効果を出すことも可能で、Ballblazer (1987) やF-18 Hornet (1988)といったソフトでこの手法が用いられた。一方で、スーパーマリオブラザーズのような横スクロールのゲームを作成するのはこのシステムでも可能ではあったが（1990年にリリースされたScrapyard Dogが好例）、Nintendo Entertainment Systemといったタイルベースのシステムに比べて開発は著しく困難なものとなった。

### 音源
Atari 7800は2チャンネル効果音と音楽を供給するためにTIAを使用している。この結果、7800の音響機能は1977年発売のAtari 2600VCSとほぼ同等となっており、この点は批判の対象となっている。2600の部品であるTIAの搭載は旧機種との互換性維持のために必要ではあったが、一方で7800の製造費用を押し上げ、マザーボード上の空きスペースを減らす結果を招いた。この影響で、7800はサウンド再生用に特別なハードウェアを持たず、グラフィックスと一緒に処理するようになっている。このような状況から、サウンド再生用ハードウェアは、7800の最も弱い部分だと見なされている。弱点を克服するために、7800の設計を担当したGCC社のエンジニアたちは7800用カートリッジの中に音質を向上させるPOKEYオーディオチップを埋め込むことができるようにした。GCCは、ソフトウェア開発者が安価でTIAよりはましなサウンドを作り出すことができるよう、同様にカートリッジに組み込むことによりサウンド機能をさらに向上させることができる、低価格で高性能のサウンドチップGUMBYの開発を予定していたが、アタリがジャック・トラミエルに買収された時、計画は立ち消えになった。
カートリッジの中にサウンドチップを追加することができたのに、POKEYを搭載したAtari 7800用ソフトは少ない。1987年に発売されたBallblazerはすべての音楽や効果音をPOKEYでまかなった。1989年にリリースされた『戦場の狼』は、音や音楽を全部で6チャンネル出力し、そのうち音楽をPOKEYで、効果音をTIAでまかなった。

### ロックアウト機能
ATARI 2600 用に販売され物議を醸したアダルトソフト『カスターズ・リベンジ』についての議論を受け、アタリは、グラフィックス機能が向上した MARIA を搭載した 7800 ではこうしたわいせつなソフトがさらに増えてしまうことを懸念し、デジタル署名を使ったプロテクション機能を 7800 に盛り込み、アタリ非公認のソフトが動作しないようにした。
カートリッジを 7800 に差し込むと、7800 に内蔵された BIOS がカートリッジ ROM からデジタル署名を生成し、カートリッジ ROM に記録されている署名と照合する。もし正しい署名が見つかれば、7800 は MARIA など 7800 特有の機能が動作する 7800 モードで動作し、署名が見つからない場合には旧来の 2600 モードで動作し、MARIA へのアクセスはできなくなる。北米で販売された 7800 向けゲームにはすべてアタリによるデジタル署名がなされたが、PAL 7800s ではこのデジタル署名機能は輸出制限のために省かれており、2600 用カートリッジの判定には様々な手段を組み合わせて対処していた。

### 改良型

#### プロトタイプ
- Atari 3600 - オリジナルモデル
- Atari CX-9000 Video Computer System

#### 製品版
- Atari CX7800 - フロントパネル下部に2つのジョイスティックが付いている。 新版や付加装置向けの拡張ポートが脇についている。  CX24 Pro-Lineジョイスティック2本、ACアダプタ、切替器、RCA接続ケーブル、Pole Position II カートリッジなどが付属。
- Atari CX7800 - 第2弾。 マザーボードの変更は少ない。additional timing circuitが追加された。 マザーボードから拡張ポートがなくなったが、配線は残っている。ポート跡にはギザギザが入っている。
- Atari CX7800 - 第3弾。上記の2つとさほど変わらないようだが、拡張ポートがあった場所には痕跡が残っている。

### 付属品

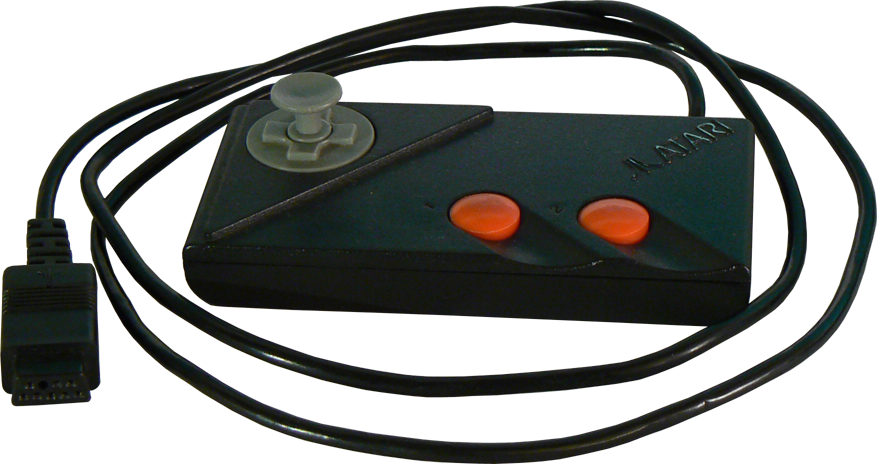
Atari 7800用ゲームパッド

任天堂やセガと違ってアタリは7800に多くの付属品がつくことを望まなかった。最も知られた付属品はXEゲームシステムの同梱品であったXG-1光線銃型コントローラである。このコントローラは7800とも完全な互換性を持っており、アタリのほかのハードウェアを持っている人に向けて別売もされた。アタリは光線銃を使ったゲームとして、Alien Brigade, Crossbow, Meltdown、Barnyard Blasterの4本を7800向けに販売した。Atari 7800のプロラインのコントローラにおける人間工学上の問題に対する批判を受け、アタリはヨーロッパ版7800用ジョイパッド（このジョイパッドは任天堂やセガのゲームコントローラに似ている）をリリースした。

## 仕様
- CPU: カスタム MOS 6502
  - 描画: 1.79 MHz。ただし、TIAまたはRIOTが使われると1.19 MHzにまで落ちる。
  - (注: これはSALLYことアタリのカスタム6502で、他のデバイスが母線を使えるようにする段階まで到達していなかった)
- RAM: 4 KB (2 6116 2Kx8 RAM ICs)
- ROM:  4 KB BIOS ROM分内蔵, Cartridge ROMにはバンク切り替えなしで48 KB分のスペースがある
- 画面： MARIAカスタムグラフィックコントローラ
- 解像度：160x240 (160x288 PAL) または320x240/288 、25/256 色表示(16色×16色), 可能使用色数および1スプライトあたりの使用色数制限によってグラフィックモードが異なる
  - Direct Memory Access (DMA)
  - Graphics clock: 7.16 MHz
- I/O: ジョイスティックと、6532バイトで、RIOTとTIAの出入力を切り替えるコンソールスイッチがついている
- 差込口: 2ジョイスティック差込口, 1カートリッジ用差込口, 1(拡張),電源, RF出力
- サウンド: TIAビデオ・サウンドチップ（Atari 2600と同じ。2600と違いビデオには用いられていない。）
  - 当初は音質向上のためカートリッジ内にw:POKEYが用いられていた。

## 周辺機器

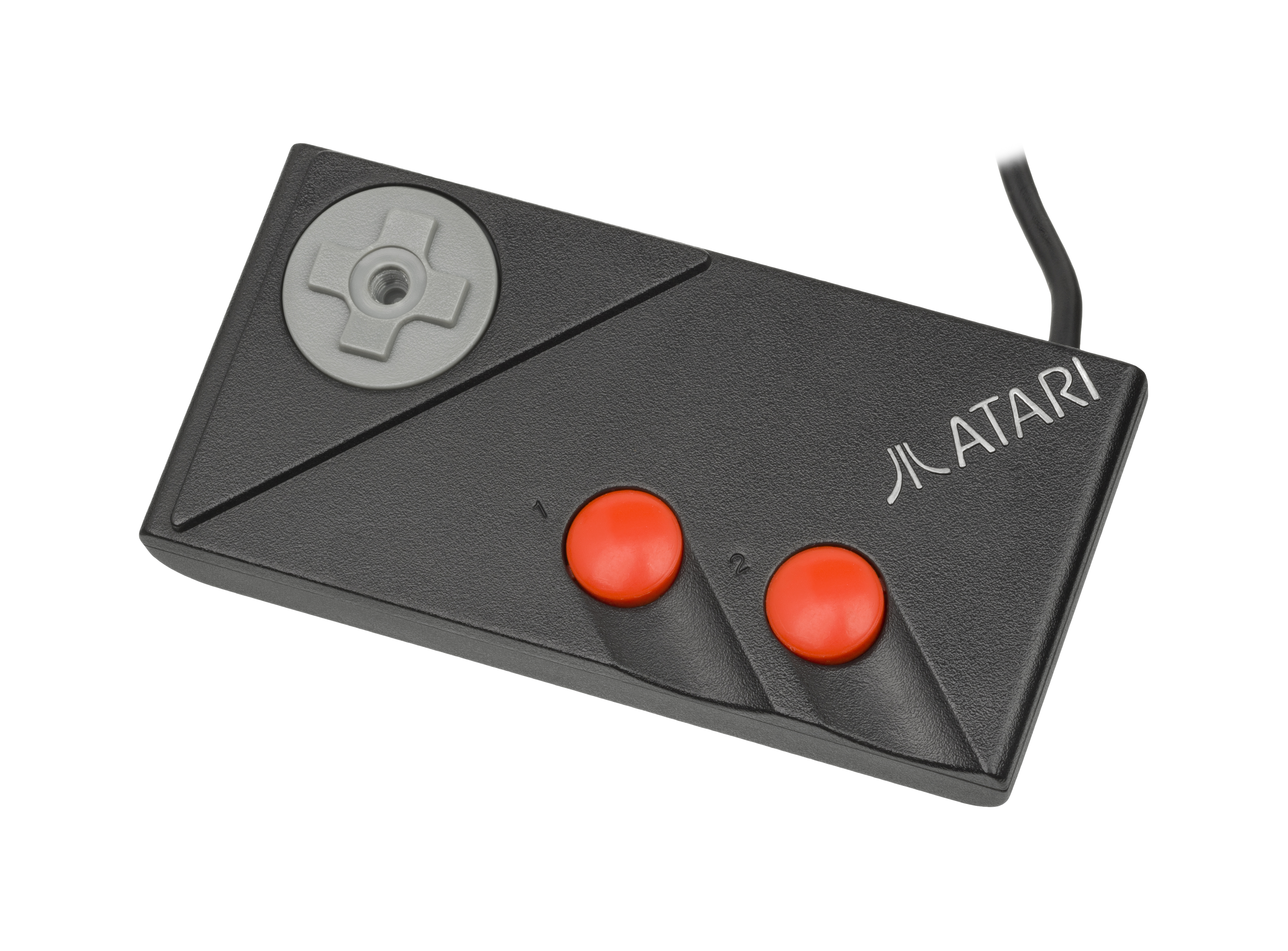
コントローラ
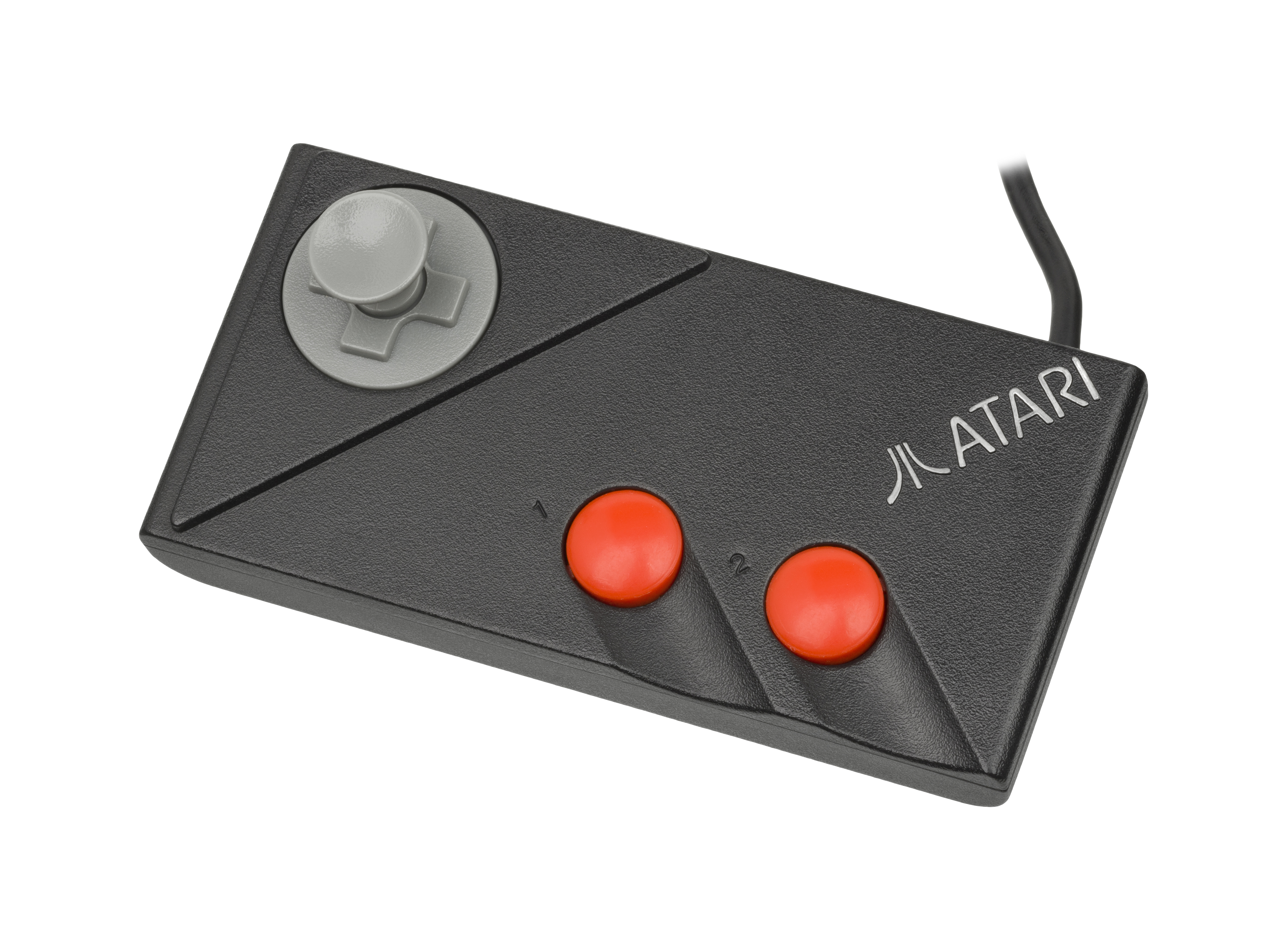
サムスティック

## ソフトウェア

### 未発売ゲーム
Atari 7800用ゲームソフトは、開発の段階ではたくさんあったが、実際に発売されたのはあまり多くなく、まれにプロトタイプがあっても製造・販売に至らなかったソフトもあった。これらのプロトタイプはコレクター間で人気があり、何百ドルもの値がつくことが多い。
- クラックス（Blue Sky Software制作） このゲームは完成直前に発売中止となったが、ROMが公開されるまでは私的に売買されていた。後に開発者がコミュニティ用に追加レベルを作った。
- Gato（Ibid Inc Software制作） もともとはXEシリーズ用ソフト。移植版計画は始まったが、デモ前までに完成しなかった。
- M.I.A.（TNT GamesのためにSculptured Software が制作） サイドスクロール式のアドベンチャーゲームで、85%完成したところでキャンセルされた。大半の部分は遊べる状態になってはいたが、後半の衝突判定に問題があり、チートを使わないと先に進めなくなる。
- ピットファイター（Imagitec Design制作）初期のデモ版が見つかってはいるが、グラフィックの解像度が低く音もないうえに、衝突判定もできていない。
- Rescue on Fractalus!（GCC制作） このゲームの移植版は2004年にGCCから出た。エンジンを動かすところまでは完成したが、敵がまだできていなかった。

他にもSkyfox（オリジナル・システム・ボックスの背景が公開されていた）や Electrocop（アートワークが未公開のまま）といったゲームソフトが開発された形跡はあるものの、現時点では見つからないままである。

### ソースコード公開
2009年6月11日、ウェブサイトAtari Museumは、カリフォルニア州サニービルにあるアタリの本社の後ろにある大型のごみ箱からAtari ST向けの開発ツールやOSのほかに、7800向けソフトのソースコード13点が発見されたことを報じた 。
そして、『Centipede』、『戦場の狼』、Crossbow, Desert Falcon, ディグダグ, Food Fight, 『ギャラガ』、『Hat Trick』, 『Joust』,『ミズ・パックマン』, Super Stunt Cycle, Robotron: 2084、『ゼビウス』のソースコードはアセンブリ言語の注が付いた状態で公開された。